# Kermesse

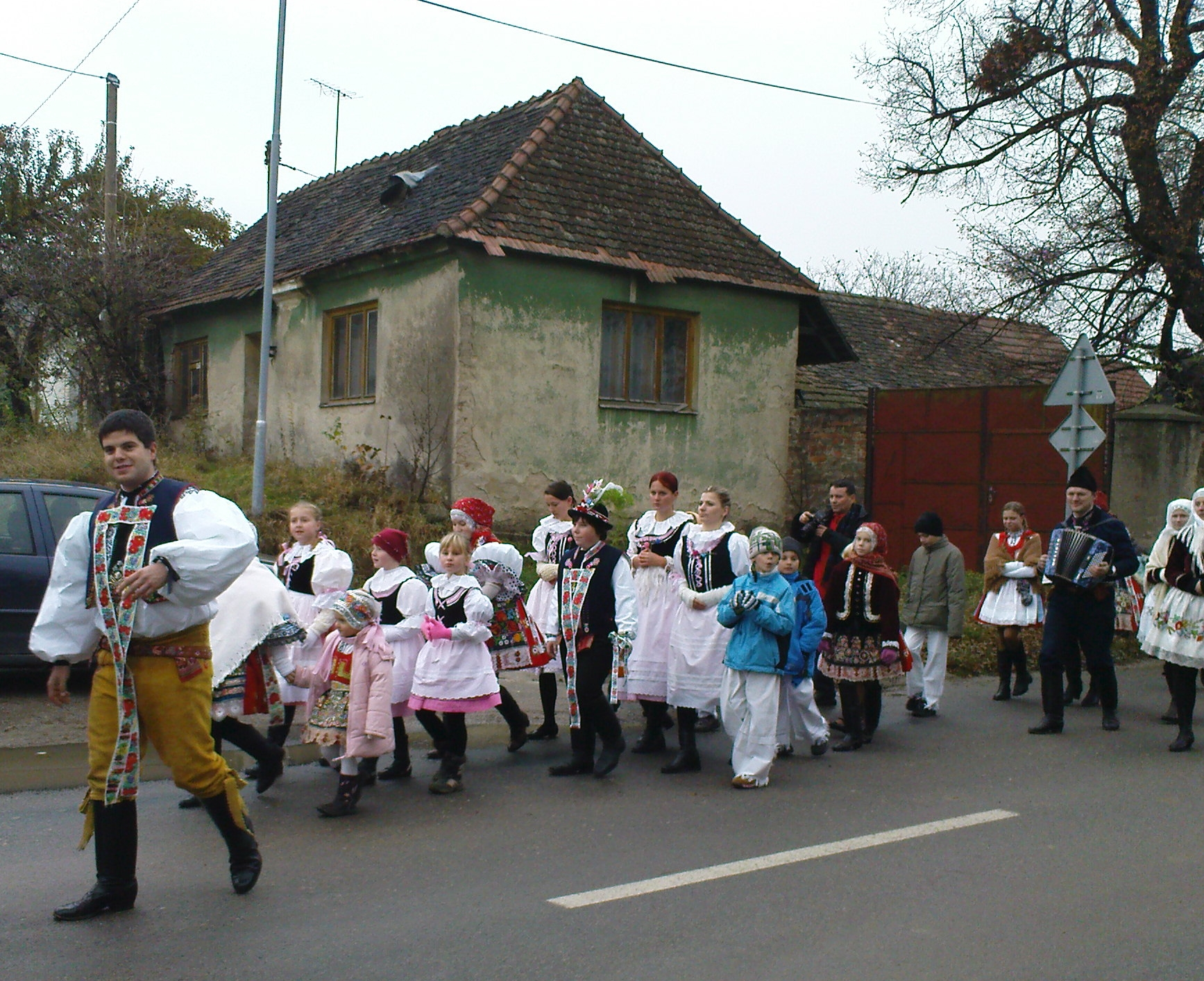
Kermesse nel villaggio moravo di Bohuslavice u Kyjova (Repubblica Ceca, 2009) - una processione attraverso il villaggio è guidata da uno stárek (capo della festa) che indossa il costume nazionale, con i pantaloni gialli in pelle di camoscio

Il termine francese kermesse (o kermis o kirmess), derivato dall'olandese kerkmesse (letteralmente "messa della chiesa"), indicava originariamente la messa detta nell'anniversario della fondazione di una chiesa cristiana (o della sua parrocchia) e in onore del santo patrono. Nei Paesi Bassi, in Belgio, in Europa centrale e in alcuni luoghi della Francia settentrionale queste celebrazioni si svolgono regolarmente ogni anno con una festa solenne, accompagnata da processioni, mascherate, balli, spari e mercato.
Il termine è venuto a indicare anche, nel linguaggio comune, una qualsiasi esibizione o manifestazione di grande rilievo.

## Storia
Presumibilmente la prima kermesse fu una parata annuale a Bruxelles per ricordare gli eventi del massacro che ebbe luogo in quella città nel 1370 (alcune fonti dicono 1369), quando l'intera popolazione ebrea della città fu bruciata viva o espulsa dopo essere stata accusata di aver profanato un cesto di ostie della comunione, che si dice abbiano sanguinato quando furono pugnalate. Secondo una fonte, quei residenti ebrei che poterono provare di non aver profanato le ostie non furono uccisi, ma furono semplicemente banditi da Bruxelles.

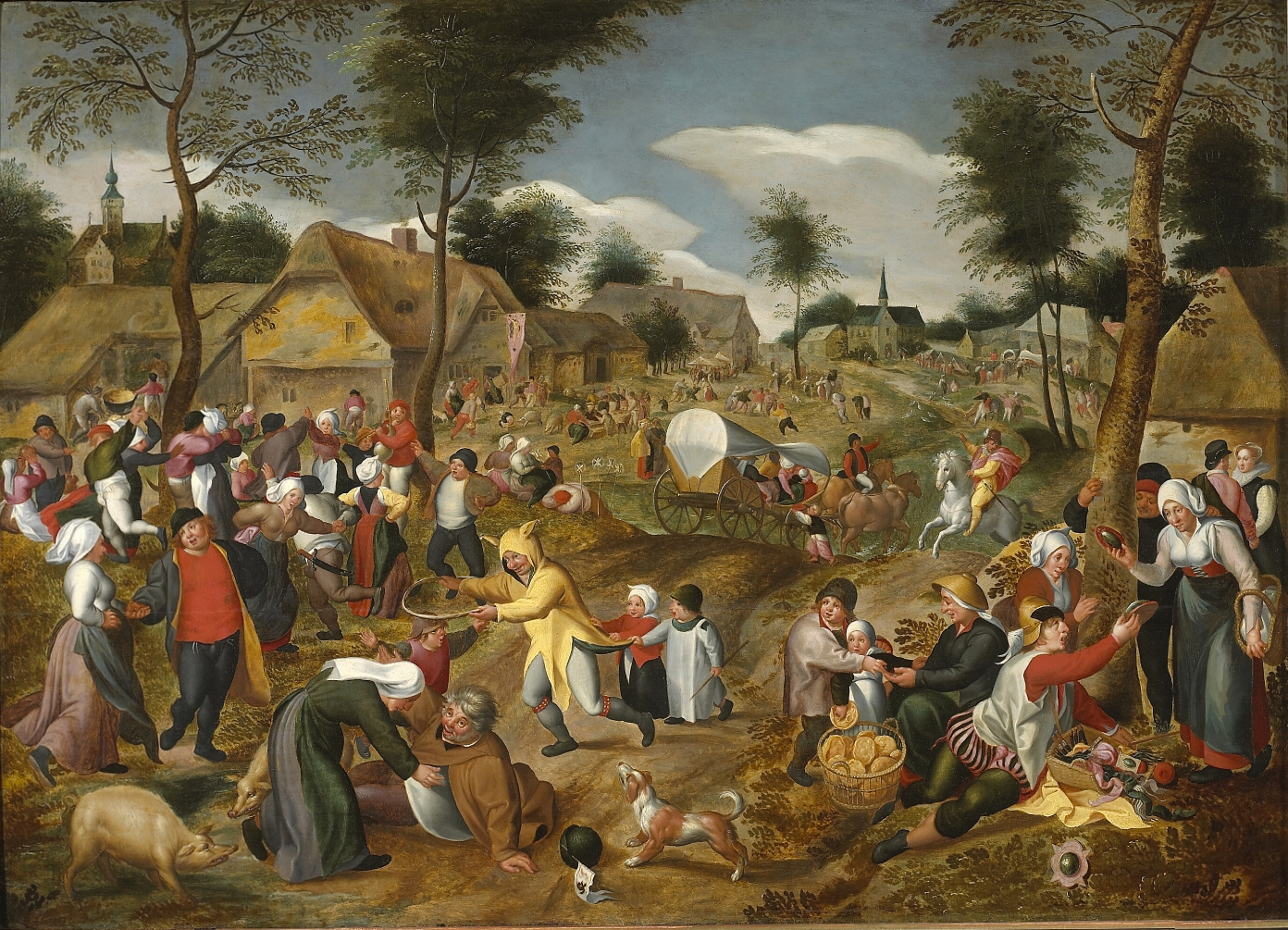
Kermesse di Marten van Cleve, c. 1591-1600

Queste festività sopravvivono ancora sotto forma di fiere, mentre le vecchie rappresentazioni allegoriche sono ora poco comuni. Mentre quasi ogni villaggio ha una kermis una o due volte all'anno, le grandi Zuidfoor o Foire du Midi ("Fiera del Sud") di Bruxelles e Sinksenfoor ("Fiera di Pentecoste") di Anversa attirano molti visitatori durante varie settimane. La fiera nel Vrijdagmarkt a Gand coincide con le Gentse Feesten ("Festività di Ghent") lunghe 10 giorni, che si tengono in tutta la città interna intorno al 21 luglio (festa nazionale belga).
L'espressione della lingua olandese corrente Vlaamse kermis (kermesse fiamminga) si riferiva una volta alla kermesse locale del villaggio (come pronunciata nell'ex contea delle Fiandre), benché il suo uso moderno sia limitato principalmente alle fiere organizzate da privati e aperte al pubblico, spesso per raccogliere fondi, come quelle organizzate dalle scuole o dalle organizzazioni giovanili nella Regione fiamminga.
L'equipaggio della nave olandese Gelderland usò i nomi griff-eendt e kermisgans per il dodo nel 1598, in riferimento al pollo ingrassato per il festival della kermesse, che si tenne il giorno dopo che gettarono l'ancora a Mauritius.

## Impatto su altre lingue e culture
La parola Kermess (generalmente nella forma Kirmess) si applica negli Stati Uniti d'America a qualsiasi intrattenimento, specialmente quello organizzato a scopo di beneficenza. Il villaggio olandese-americano di Little Chute (Wisconsin), celebra Kermis annualmente dal 1981. Anche gli insediamenti valloni della contea di Door (Wisconsin) celebrano una Kermis con piatti tradizionali belgi ed eventi. Un'altra comunità statunitense che celebra questa festa è Biddeford (Maine con La Kermesse. L'International School of Indiana, ubicata a Indianapolis (Indiana), tiene una celebrazione annuale di Kermesse con rinfreschi, giochi carnevaleschi e pittura del viso per celebrare la fine dell'anno scolastico per i suoi allievi della scuola materna ed elementare. Ad Halifax (Nuova Scozia, Canada), una città con un limitato retaggio olandese, si tengono kermesse dal 1907  per raccogliere fondi per il locale ospedale pediatrico. L'École Française de Vancouver (ÉFIV) a North Vancouver (Columbia Britannica) (Canada), tiene una kermesse annuale con giochi, cibo, un torneo di pétanque e la partecipazione della comunità.

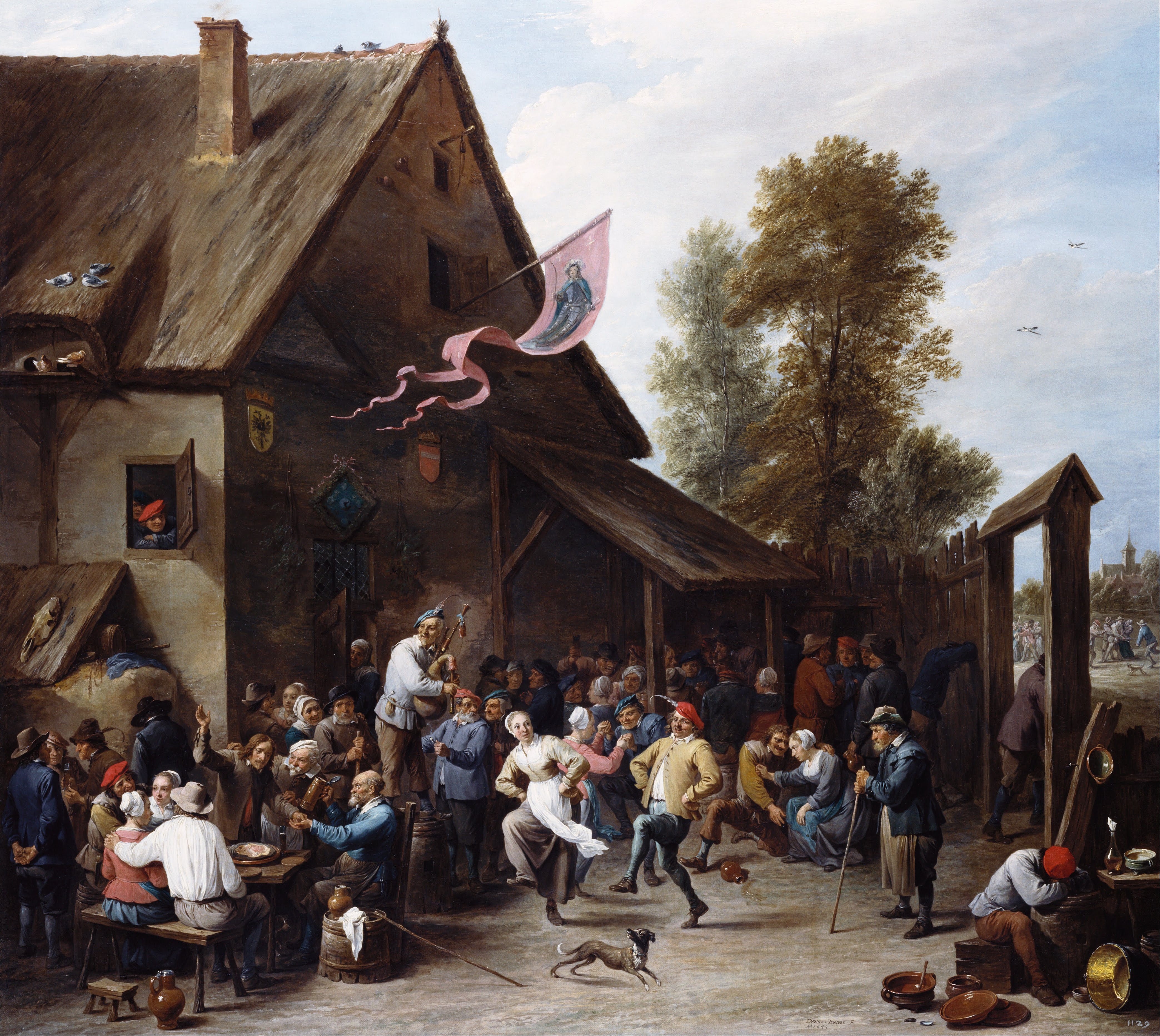
Kermesse di San Giorgio di David Teniers il Giovane (c. 1664 - 1667)

Il termine ha avuto influenza anche sulla cultura ibero-americana. Specificamente in Paraguay, Messico, Perù, Bolivia, Argentina e Cile, le kermeses sono tenute dalle chiese e dalle scuole per raccogliere fondi. Durante gli eventi hanno luogo molte attività, tra cui tómbolas dove la gente compra i biglietti per estrazioni che hanno sempre premi da oggetti di modico valore ad altri più grandi. In Brasile le quermesses sono svolte di solito dalle chiese durante le prime settimane d'inverno e in celebrazione delle festività ampiamente popolari della Festa Junina.
La parola è entrata in molte lingue straniere.
In bielorusso è entrata come кiрмаш (kirmash) nel significato di "fiera".
In lituano kermošius (kermoshius) significa una fiera dopo la messa in chiesa.
In romeno chermeză significa festa o banchetto.
In italiano kermesse significa festa, soprattutto in riferimento a una sagra, festa paesana o evento importante a livello nazionale.
In turco kermes è una vendita oggetti fatti a mano da signore per beneficenza.